# Сима, Киёхидэ
Киёхидэ Сима (яп. 志摩 清英, 25 февраля 1890, Миядзаки — 7 ноября 1973) — вице-адмирал японского императорского флота.

## Биография
Родился в 1890 году в префектуре Миядзаки. В 1911 году он окончил Кайгун хэйгакко, служил мичманом на крейсерах «Асо» и «Хасидатэ», броненосце «Аки»; после производства в младшие лейтенанты — на броненосце «Ивами», броненосном крейсере «Ибуки».
В 1918 году Киёхидэ Сима был произведён в лейтенанты и после прохождения подготовки по навигации и торпедному делу стал начальником связи на линейном крейсере «Кирисима». В 1921 году он окончил Кайгун дайгакко и получил звание коммандера.
В 1925—1926 годах Киёхидэ Сима, став адъютантом принца Нобухито, служил на линкорах «Нагато» и «Фусо». В 1928—1929 годах находился в Европе и США, по возвращении занимал различные штабные должности.
В 1935 году Киёхидэ Сима был произведён в капитаны 1-го ранга, а в 1936 впервые получил под командование корабль — лёгкий крейсер «Ои». 15 ноября 1939 года он был произведён в контр-адмиралы и стал начальником штаба военно-морского района Майдзуру.
После начала Тихоокеанской войны Киёхидэ Сима 3 мая 1942 года командовал вторжением на Тулаги в ходе кампании на Соломоновых островах. 1 мая 1943 года он был произведён в вице-адмиралы, а 15 февраля 1944 года стал командующим 5-м флотом.
Во время сражения в заливе Лейте 23—26 октября 1944 года Киёхидэ Сима командовал отдельным соединением из трёх крейсеров и семи эсминцев. Из-за необходимости соблюдения радиомолчания он не смог скоординировать свои действия с действиями соединения Нисимуры. В ходе боя его флагманский тяжелый крейсер «Нати» протаранил тяжёлый крейсер «Могами» из соединения Нисимуры.
10 мая 1945 года Киёхидэ Сима был назначен командующим оборонительного района Такао, а также воссозданным 1-м воздушным флотом. После войны ушёл в отставку.

## Внешние ссылки
- Hackett, Bob; Sander Kingsepp (1998–2005). "IJN Minelayer OKINOSHIMA: Tabular Record of Movement". Combinedfleet.com. Retrieved November 20, 2006.
- McCarthy, Dudley (1959). "Volume V – South–West Pacific Area – First Year: Kokoda to Wau". Official Histories – Second World War. Australian War Memorial. Retrieved November 2, 2006.
- Nishida, Hiroshi. "Imperial Japanese Navy". Archived from the original on 2012-05-27. Retrieved 2007-08-25.